# На окраинах Вселенной
«На окраинах Вселенной» — четвёртый студийный альбом российской рок-группы «Элизиум», выпущенный лейблом «АиБ Records» 23 сентября 2005 года.

## Список композиций
| №   | Название                                     | Текст песни               | Музыка                 | Длительность |
| --- | -------------------------------------------- | ------------------------- | ---------------------- | ------------ |
| 1.  | «Стрелки на часах бегут по кругу»            | С. Сухонин                | С. Сухонин, «Элизиум»  | 4:31         |
| 2.  | «Бесконечность»                              | Д. Кузнецов               | Д. Кузнецов            | 3:49         |
| 3.  | «Дремлют улицы в жёлтых огнях»               | Майя, Д. Кузнецов         | К. Крылов              | 3:08         |
| 4.  | «Слёзы-зеркала»                              | Д. Кузнецов               | Д. Кузнецов            | 3:42         |
| 5.  | «Любовь казалась счастьем»                   | Майя, К. Крылов           | К. Крылов              | 4:51         |
| 6.  | «В предвкушении лета»                        | Майя, Д. Кузнецов         | Д. Кузнецов            | 3:27         |
| 7.  | «Саня-Таня»                                  | С. Михалок                | С. Михалок             | 2:55         |
| 8.  | «Звёздная колыбельная» (feat Сергей Михалок) | Р. Афанасьев              | К. Крылов, Д. Кузнецов | 3:34         |
| 9.  | «Оставайся!»                                 | М. Макарычев, Д. Кузнецов | Д. Кузнецов            | 4:09         |
| 10. | «Наши тайны и секреты»                       | Р. Афанасьев              | Д. Кузнецов            | 3:51         |
| 11. | «Любовь и слёзы»                             | Д. Кузнецов               | Д. Кузнецов            | 2:50         |
| 12. | «Игры разума»                                | Д. Кузнецов               | Д. Кузнецов            | 3:57         |
| 13. | «В моё детство где дорога?»                  | Д. Кузнецов               | Д. Кузнецов            | 5:12         |
| 14. | «На окраинах Вселенной»                      | Д. Кузнецов               | Д. Кузнецов, К. Крылов | 3:56         |

| №   | Название                        | Текст песни | Музыка               | Длительность |
| --- | ------------------------------- | ----------- | -------------------- | ------------ |
| 15. | «Рассыпалось небо картинкой...» | И. Тарасов  | «Элизиум», «Лампасы» | 3:09         |

| №  | Название                                      | Длительность |
| -- | --------------------------------------------- | ------------ |
| 1. | «Стрелки на часах бегут по кругу» (видеоклип) | 4:27         |

## Участники записи
Исполнители
- Дмитрий «Дракол» Кузнецов — бас-гитара;
- Александр «Пропеллер» Телехов — вокал;
- Кирилл «Кира» Крылов — гитара;
- Алексей «Младшой» Кузнецов — барабаны;
- Александр «Комар» Комаров — труба.

Сессионные участники
- Игорь Тарасов — бэк-вокал (трек 1);
- Егор Баранов — виолончель (треки 2, 4, 6);
- Сергей Данилов — скрипка (треки 2, 4, 6);
- Иван Новожилов — альт (треки 2, 4, 6);
- Андрей Тимофеев — скрипка (треки 2, 4, 6);
- Ксения Сидорина — вокал (треки 4, 5, 10), бэк-вокал (треки 2, 3, 6, 9, 15);
- Сергей Михалок — вокал (трек 8);
- Максим Созонов — клавишные (трек 9);
- Александр Репьёв — клавишные (треки 10, 12).

Производство
- Запись и сведение — Дмитрий Бельтюков, студия «Тонмейстер»;
- Мастеринг — Андрей Субботин, Saturday Mastering Studio;
- Продюсирование — Дмитрий Кузнецов, Алексей Кузнецов;
- Обложка — Роман Докукин (рисунки), Наталья Алексеева (фотографии), Дмитрий Кузнецов и Даниил Куликов (дизайн);
- Съёмка и монтаж видео-бонуса — Дмитрий «Седой».